# Pseudo-Archimede

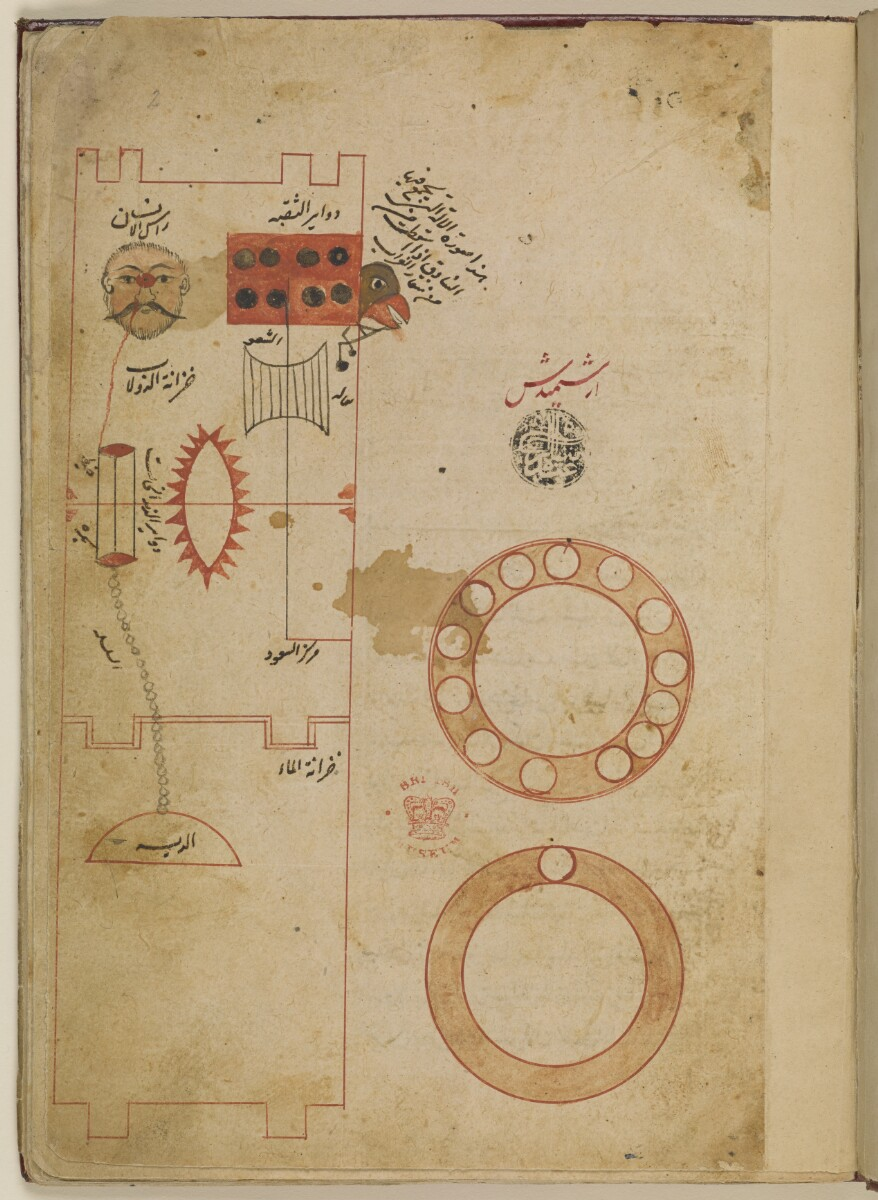
L'«orologio di Archimede», così come raffigurato nel Kitāb Arshimīdas fī al-binkāmāt

Pseudo-Archimede è lo pseudonimo dato a un autore identificato col nome di «Archimede» e citato da vari autori dell'epoca d'oro islamica, come al-Jazari e Ridwan, come fonte per la costruzione di orologi ad acqua. L'Archimede storico non è noto per aver scritto alcun manoscritto del genere, sebbene molte sue opere siano andate perdute.
Gli unici manoscritti sopravvissuti dello pseudo-Archimede sono copie di un trattato arabo, il Kitāb Arshimīdas fī al-binkāmāt, ovvero il Libro di Archimede sugli orologi ad acqua; nel trattato, non elencato tra le opere di Archimede, è descritto un orologio ad acqua con meccanismi animati e suoni che rimandano chiaramente ai successivi orologi di al-Jazari e Ridwan, i quali attribuivano ad «Archimede» l'invenzione di questi oggetti.
Donald Routledge Hill riteneva che il manoscritto originale potesse essere stato vergato in lingua greca, ma riteneva anche  che la maggior parte del manoscritto fosse stato scritto da autori arabi successivi. Lo studioso A.G. Drachmann ritiene che il manoscritto sia stato assemblato da traduzioni arabe di varie fonti greche, comprese le opere di Erone di Alessandria, Ctesibio e Filone di Bisanzio.
Anette Schomberg ha dimostrato invece che l'opera è riconducibile non ad Archimede ma a Filone di Bisanzio, che sarebbe stato l'inventore dell'orologio ad acqua originario, poi migliorato da Ctesibio, costruito da ignoti a Gaza, citato da Cassiodoro, e poi ripreso dalle fonti arabe.
Un'altra opera attribuita ad Archimede ma che gli studiosi contemporanei ritengono non essere sua è il Libro dei lemmi, anche noto come Liber Assumptorum.